# Türkisch Van
Die Türkisch Van, (ausgesprochen „Wann“) auch als Schwimmkatze, Türkische Katze oder Vankatze bekannt, ist eine seltene Katzenrasse aus dem Osten der Türkei. Ihren Namen verdankt sie dem Vansee im Armenischen Hochland, in dessen rauer und abgeschiedener Region sich diese Rasse vor angeblich über 2000 Jahren entwickelte. Charakteristisch für die Türkisch Van sind das dichte, halblanghaarige Fell und ihre Fellzeichnung, die als Vanzeichnung bekannt ist.
Die Türkisch Van wird, wenn sie ihr Sommerfell trägt, oft mit der Türkisch Angora verwechselt. Die beiden Rassen unterscheiden sich aber bei genauer Betrachtung deutlich.

## Die Vanzeichnung
Die Zeichnung ist einfach und zugleich charakteristisch. Sie besteht aus zwei getrennten farbigen Flächen im oberen Kopfbereich bei den Ohren und dem farbigen Schwanz.
Die Vanzeichnung wird vom Scheckungsgen hervorgerufen, das hierzu reinerbig vorliegen muss. Katzen mit Vanzeichnung sind im Nahen Osten häufig anzutreffen. Dies fiel Künstlern im 19. Jahrhundert auf und sie stellten solche Katzen auf ihren Bildern dar; ein Beispiel ist das Bild „Der arabische Schreiber, Kairo“ von John Frederick Lewis.
Zuweilen kommt die Vanzeichnung bei rasselosen Hauskatzen vor.

## Herkunft, Geschichte
Die Vankatzen kommen in ihrer Heimat, am Vansee in Ostanatolien, seit tausenden von Jahren vor. Archäologen fanden auf Relikten einer antiken Schlacht während der Besetzung Armeniens durch die Römer auf Waffen und Bannern Bildnisse einer großen weißen Katze mit ringförmig gezeichnetem Schwanz.
1955 sahen zwei Britinnen, Laura Lushington und Sonia Halliday, Vankatzen in der Türkei, nahmen ein Paar mit nach England und begannen mit der Zucht. Zu diesem Zweck importierten sie später noch fünf weitere Katzen aus der Türkei.
Im Jahr 1969 wurde die Rasse durch den GCCF anerkannt, und 1971 auch durch den FIFé.
1982 wurden die ersten Vankatzen in die USA gebracht und 1994 für die Meisterschaftsausstellung der Cat Fanciers’ Association (CFA) akzeptiert.

## Aussehen

### Augen

Vankatze mit verschiedenfarbigen Augen

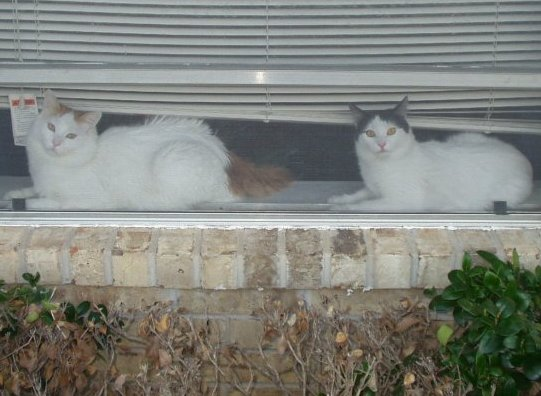
Kater (Rot-Weiß) und Katze (Schwarz-Weiß)

Die großen ovalen und leicht schräggestellten Augen können bernsteinfarben, blau oder von verschiedener Farbe (eins blau, eins bernsteinfarben) sein.

### Erscheinung, Statur
Die Türkisch Van ist eine große und kräftige halblanghaarige Katzenrasse. Charakteristisch sind die kastanienbraunen Zeichnungen, die deutliche Halskrause, die Hosen an den Hinterläufen und der runde buschige Schwanz. Der Kopf ist keilförmig und die Nase lang, die Ohren sind groß und spitz und mit deutlichen Haarbüscheln besetzt. Der Brustkorb ist etwa so breit wie der Kopf. Diese Katze verfügt über eine sehr ausgeprägte Muskulatur, große Pfoten mit Fellbüscheln zwischen den Ballen und sehr kräftige Krallen, ähnlich der Maine Coon. Der Spiegel, die Ballen und die Ohren sind rosa. Die Kater wiegen bis 9 kg und Katzen bis 6 kg.
Wie bei großen Katzenrassen üblich, wächst sie recht langsam, wobei der Wachstumsprozess bis zu vier Jahre dauern kann. Bis zur vollständigen Ausprägung der Halskrause und der Hosen kann es bis zu sechs Jahre dauern.

### Fellzeichnung, Farbe
Die dominierende Farbe des Fells ist zu 80 % kalkweiß bis cremefarben. Die Zeichnung ist einfach und zugleich charakteristisch. Sie beschränkt sich zumeist auf zwei getrennte kastanienrote Flächen im oberen Kopfbereich bei den Ohren und den meist ringförmig gemusterten Schwanz. Kleinere farbige Flecken am Körper sind erlaubt.
Traditionell orientierte Zuchtverbände lassen nur die Farben rot und creme zu. Andere Vereine erlauben auch die Farben schwarz und blau (mit oder ohne Tabby-Muster) und die dazugehörenden Schildpattfarben. Nicht zulässig sind die schokoladenbraune Farbe oder Points.

#### Türkisch Vankedisi
Es gibt auch Türkisch Van ohne Zeichnung. Diese sind komplett kalkweiß bis cremefarben und werden von den Zuchtverbänden als Türkisch Van mit Farbschlag creme behandelt. Vom GCCF werden diese jedoch seit 2005 provisorisch als Türkisch Vankedisi (von Türkisch: van kedisi, Van-Katze) bezeichnet. Der Hintergrund hierfür ist, dass an diese Rasse in der Türkei ein anderer Standard angelegt wird. Es handelt sich aber um die gleiche Katzenrasse.

### Fellstruktur
Das Fell der Türkisch Van ist halblang, seidig und ohne Unterwolle. Der Schwanz ist rund und sehr buschig, und sie besitzt eine deutliche Halskrause. Auffällig ist noch das ungewöhnlich lange Fell am Bauch, das deutlich länger als das Rumpffell ist.
Während manche Katzen gleichzeitig über bis zu drei verschiedene Haarsorten verfügen, besitzt die Türkisch Van nur jeweils eine pro Halbjahreszeit. Aufgrund der klimatischen Extreme ihrer Heimat hat sie im Winter ein dichtes wärmendes Fell und im Sommer ein „federig“ dünnes. Das Sommerfell fühlt sich leicht fedrig an, ähnlich wie Kaschmir oder Hasenfell.

## Wesen

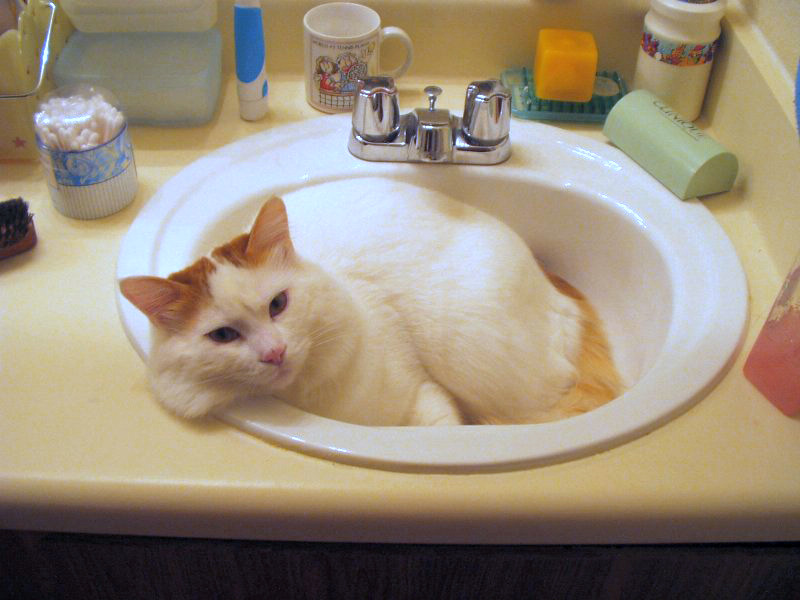
Van-Kater

Sie gilt als intelligent und lernfähig, ist sehr aktiv, neugierig und verspielt bis ins hohe Alter. Die Türkisch Van ist sehr gesellig, äußerst besitzergreifend und fordert auch ausdrücklich Aufmerksamkeit. Sie gilt als „redselig“ und verfügt über eine kräftige, ausgeprägte und melodische Stimme. Zu ihrer Bezugsperson hat sie meist ein besonders intensives Verhältnis und sucht stets deren Nähe.
Da die Türkisch Van eine auffällige Vorliebe für Wasser hegt und dafür bekannt ist, in freier Natur zu fischen, wird sie umgangssprachlich auch als „Schwimmkatze“ bezeichnet. Dieses Verhalten führt in häuslicher Umgebung dazu, dass sie auch in Blumenvasen, Aquarien und Toiletten angelt. Diese Vorliebe stellt hier eine Gefahr (Vergiftung, Ertrinken) für die Gesundheit der Katze dar, weshalb es sich dringlichst empfiehlt, Aquarien und Toiletten immer gut verschlossen zu halten.

## Vankatzen in der Türkei
In der Türkei lebten 1992 nur noch 92 weiße Vankatzen. An der Yüzüncü-Yıl-Universität in Van gibt es ein Forschungszentrum, das sich mit dieser Katzenrasse befasst. Dort will man die Rasse vor dem Aussterben bewahren und die genetischen Ursachen für die verschiedenfarbigen Augen ergründen. Die Zahl der dort gezüchteten Katzen betrug 2006 nur 100 Tiere. Das reicht bei weitem nicht aus, um die Rasse in ihrer ursprünglichen Form zu erhalten. Das Programm wurde anfänglich mit 140.000 Euro gefördert. Eine spätere Regierung hat diese Unterstützung allerdings gestrichen.
Auf die Ausfuhr dieser Katze steht in der Türkei eine Strafe von bis zu 35.000 Euro.